# Automóvil blindado Daimler
El Daimler fue un exitoso automóvil blindado británico de la Segunda Guerra Mundial, que continuó en servicio hasta bien entrada la década de 1950. Fue diseñado para misiones de reconocimiento en fuerza y enlace. Durante la posguerra, sirvió como vehículo antidisturbios en varios países, ocupó un sistema hidráulica en la época de la Segunda Guerra Mundial.
Los automóviles blindados Daimler retirados del Ejército británico fueron exportados a varios países miembros de la Commonwealth durante las décadas de 1950 y 1960. En 2012, algunos todavía estaban en servicio con el Ejército catarí.

## Historia y desarrollo
El automóvil blindado Daimler fue un desarrollo paralelo al del Daimler Dingo "Scout car", un pequeño vehículo blindado para misiones de reconocimiento y enlace. Fue otro diseño de la Birmingham Small Arms Company. Una versión más grande con la misma distribución del Dingo, fue equipada con una torreta similar a la del tanque ligero Mark VII y un motor más potente. Al igual que el Daimler Dingo, incorporó algunos de los más avanzados conceptos de diseño de la época y es considerado uno de los mejores vehículos de combate de infantería de la Segunda Guerra Mundial.[cita requerida] El motor de 95 cv estaba ubicado en la parte posterior y conectado a través de un acoplador hidráulico a la caja de cambios preselectora Wilson, de donde partían cardanes hacia cada rueda. Se consideró instalarle el sistema de dirección a las cuatro ruedas de los primeros modelos del Daimler Dingo, pero se descartó después de las experiencias con este.
Los prototipos fueron producidos en 1939, pero los problemas con la transmisión causados por el peso del vehículo retrasaron su entrada en servicio hasta mediados de 1941. La Daimler Company construyó 2.694 automóviles blindados.
El Daimler tenía suspensión independiente y tracción a las cuatro ruedas. Los engranajes planetarios en los cojinetes de las ruedas le permitían una muy baja relación en cambio bajo - se le atribuye subir por pendientes de 1:2.[cita requerida] Su resistencia y su fiabilidad lo hicieron ideal para misiones de reconocimiento y escolta.

## Historial de combate
El Daimler participó en la Campaña del norte de África con el 11.º de Húsares y el Regimiento de Reserva de Derbyshire. También fue empleado en Europa y unos cuantos vehículos llegaron al Frente del Sudeste de Asia. Una habitual tropa de reconocimiento de fines de la guerra estaba formada por dos automóviles blindados Daimler y dos Daimler Dingo.
Un regimiento de automóviles blindados del Ejército Indio Británico, el 16.º de Caballería Ligera, que formaba parte del Decimocuarto Ejército y estaba parcialmente equipado con automóviles blindados Daimler, participó en la reconquista de Birmania.
A fin de mejorar el desempeño de su cañón QF de 2 libras, algunos automóviles blindados Daimler que servían en el frente europeo fueron equipados con el adaptador Littlejohn, que funcionaba según el principio del ánima cónica. Este aumentaría la penetración teórica de blindaje del cañón y les permitiría atacar a algunos tanques alemanes por los flancos y la retaguardia.
Los Daimler fueron empleados por las unidades de reserva del Ejército Británico hasta la década de 1960, sobrepasando a su planificado reemplazo, el automóvil blindado Coventry. Todavía eran empleados por el 11.º de Húsares en Irlanda del Norte en una fecha tan tardía como enero de 1960. Eran empleados por el Escuadrón B, que también estaba equipado con automóviles Daimler Dingo.

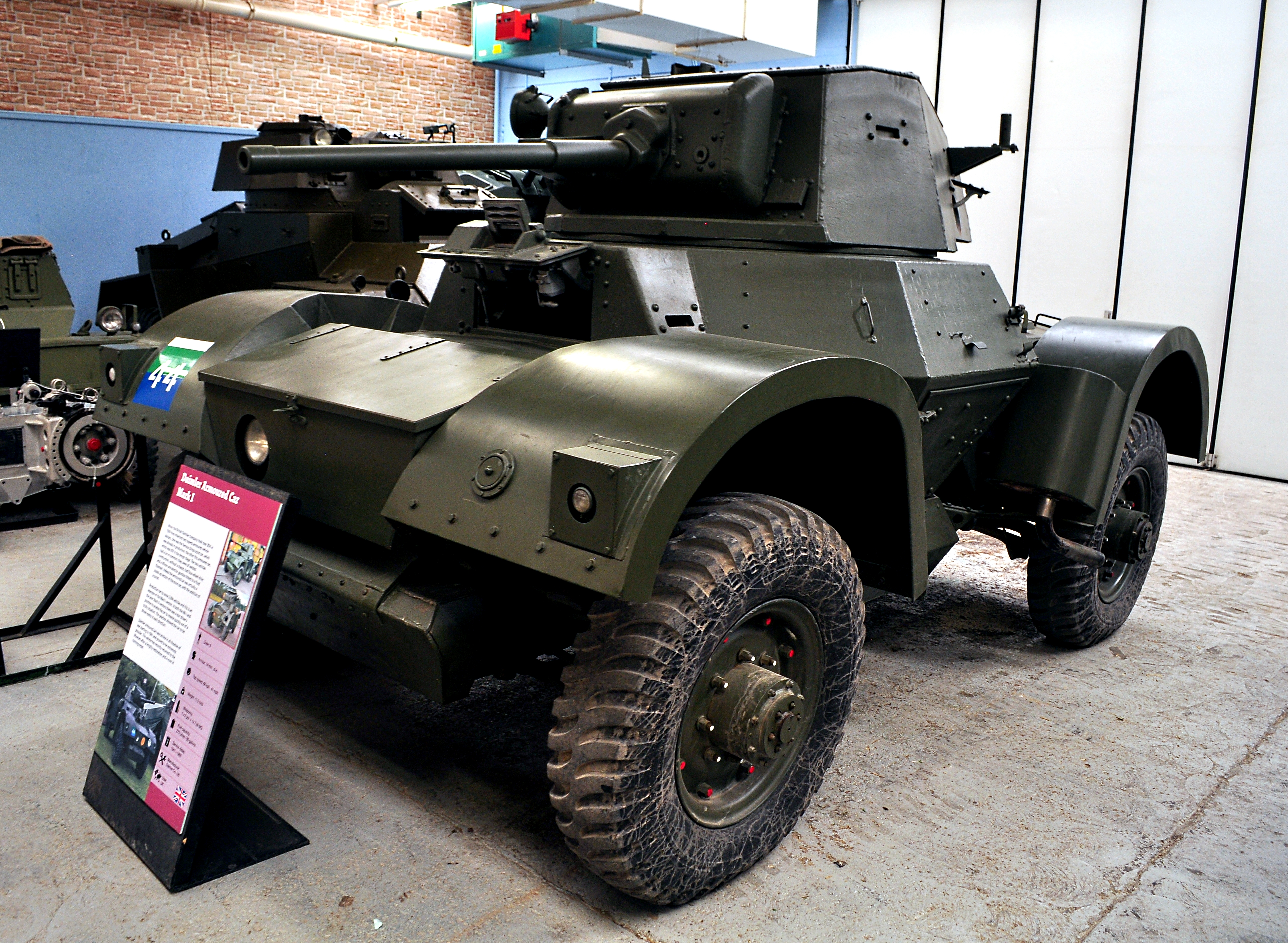
El Daimler Mark I del Museo de tanques de Bovington.

Un regimiento del Ejército de la India, el 63.º de Caballería, fue formado con automóviles blindados Humber mientras que uno de sus escuadrones pasó a ser un escuadrón de reconocimiento independiente y fue reequipado con automóviles blindados Daimler. A inicios de la década de 1960, los Humber y los Daimler del Ejército indio formaban parte de la Escolta Presidencial y fueron desplegados en la defensa de Chushul, en altitudes por encima de los 4.267 m durante la guerra sino-india de 1962.

## Variantes
- Mark I.

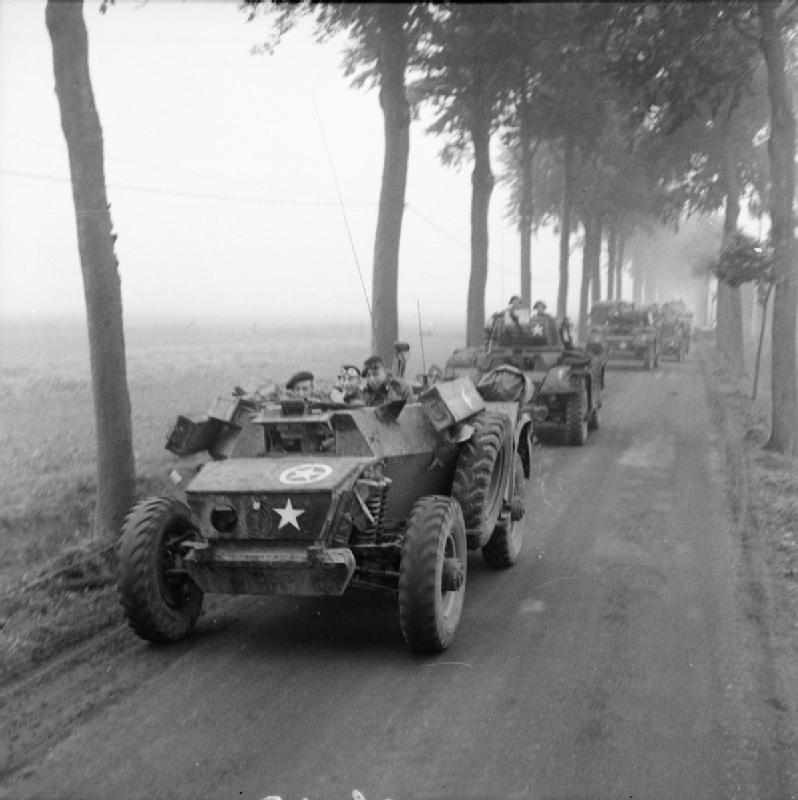
Un SOD encabezando un convoy.

- Mark I CS - versión de apoyo armada con un cañón de 76 mm.
- Mark II - con torreta mejorada, afuste modificado, un mejor radiador, una escotilla de escape incorporada en el techo, lanzagranadas de fósforo blanco instalados en la torreta y contenedor modificado del generador de humo.[8]
- Una versión de mando regimental sin torreta, conocida como SOD ("Sawn-Off Daimler", Daimler recortado en inglés).

## Usuarios

### Actuales
- Catar[1]

### Anteriores
- Australia
- Bélgica
- Canadá
- India[5]
- Israel
- Malasia[1]
- Polonia
- Reino Unido
- Sri Lanka